# Джон Дийли
Джон Дийли (на английски: John Deely) е американски философ семиотик.

## Биография
Джон Дийли е професор по философия в Центъра по томистика към университета „Свети Тома“ в Хюстън.
Автор е на много книги в областта на семиотиката, включително Какво отличава човешкото разбиране? (2002), Въздействието върху философията на семиотиката (2003) и Петте епохи на разбирането (2001).
Близък сътрудник на Томас Сибиък при основаването на Семиотичното общество на Америка през 1975 г., и главен редактор от 1981 г. на сборниците с докладите от годишните конференции на обществото. Няколко от книгите му се появяват в поредицата Advances in Semiotics, редактирана от Сибиък за издателството на Индианския университет, включително прочутата Въведение в семиотиката: нейната история и доктрина (1982), както и класическата антология Граници в семиотиката (1986), редактирана от Брук Уилямс и Фелиция Крузе. От 1965 г. насам е автор и на повече от сто научни статии в различни списания, сред които прочутата „Отношението на логиката към семиотиката“ (сп. Semiotica 35 (3/4), 1981: 193 – 265).
Дийли е женен за изследователката на идеите на Жак Маритен Брук Уилямс Смит (днес Дийли).

## Джон Дийли в България
Проф. Дийли участва в работата на Осмата ранноесенна школа по семиотика на Нов български университет през септември 2002 г..
През пролетта на 2005 г. проф. Дийли е гост професор в НБУ по програма Фулбрайт.

## Признание
Два пъти е носител на наградата за най-добро есе „Моутон“.
Избиран е за вицепрезидент през 1999 г. и за президент през 2001 г. на Семиотичното общество на Америка.
Вицепрезидент е на Международната асоциация за семиотични изследвания (на английски: International Association for Semiotic Studies).
На 2 юни 2005 г. е удостоен със званието „Почетен професор на Нов български университет“ за принос в областта на семиотиката и философията и развитието на магистърската и докторската програма по семиотика в НБУ. Проф. Дийли произнася академична лекция на тема „Идеята за университета“.